# Karl Koller (Skirennläufer)
Karl Koller (* 16. April 1919 in Kitzbühel; † 26. Oktober 2019) war ein österreichischer Skirennläufer und Skilehrer. Er gewann 1946 die Kombination der Hahnenkammrennen und leitete von 1950 bis 1975 die Skischule Kitzbühel.

## Biografie
Koller war anfangs sowohl im nordischen als auch im alpinen Skisport aktiv, während der Sommermonate auch als Fußballspieler, konzentrierte sich aber bald gänzlich auf den alpinen Skirennsport. Er gehörte dem Kitzbüheler Ski Club an, wurde 1938 in seiner Heimatstadt Kitzbühel Österreichischer Jugendmeister in der Abfahrt und belegte im selben Jahr bei den Tiroler Meisterschaften den zweiten Platz in der Kombination. Erste Starts bei internationalen Rennen folgten. Ab dieser Zeit arbeitete Koller auch als Skilehrer. Zu seinen frühen Schülerinnen zählten unter anderem die Geschwister Anneliese Schuh-Proxauf und Rosemarie Gebler-Proxauf. Koller war Lehrling im Innsbrucker Textilgeschäft Proxauf, Inhaber Robert Proxauf stellte ihn zum Skilaufen mit seinen Töchtern frei. Albert Speer erhielt ebenfalls von ihm Skiunterricht.
Nach dem Anschluss Österreichs gehörte Koller von 1940 bis 1942 der Skinationalmannschaft des Großdeutschen Reichs an. Im Winter 1941 erreichte er zweite Plätze in einem Slalom in Oberaudorf und in einer Kombination in Bayrischzell. Danach beendete der Zweite Weltkrieg vorläufig seine Karriere. Von 1943 bis 1945 war Koller Heeresbergführer und Ausbilder der Gebirgsjäger der deutschen Wehrmacht an der Hochgebirgssanitätsschule in St. Johann in Tirol.
Nach Ende des Zweiten Weltkrieges begann Koller wieder an Skirennen teilzunehmen. Den bedeutendsten Erfolg feierte er 1946 bei den Hahnenkammrennen in Kitzbühel, als er mit zweiten Plätzen in Abfahrt und Slalom die Hahnenkamm-Kombination für sich entschied. Die Damenrennen gewann im selben Jahr die von ihm trainierte Anneliese Schuh-Proxauf. Daneben erzielte Koller im Winter 1946 unter anderem einen zweiten Platz in der Abfahrt von Seefeld in Tirol. Nach Aufhebung des Startverbotes für österreichische Läufer konnte Koller ab dem nächsten Winter auch wieder an Wettkämpfen im Ausland teilnehmen. Größere Erfolge blieben jedoch aus und so gelang ihm auch nicht die Qualifikation für die Olympischen Winterspiele 1948 in St. Moritz. Ende der 1940er-Jahre zog er sich vom aktiven Skirennsport zurück.
Im Jahr 1950 übernahm Koller die Leitung der Skischule in Kitzbühel, die er 25 Jahre lang innehatte. Er führte zahlreiche Neuerungen ein, etwa die Verwendung eines Kurzskis im Skiunterricht (im Gegensatz zu den damals üblicherweise verwendeten langen Skiern), spezielle Unterrichtsmethoden für Kinder oder die einheitliche Bekleidung der Skilehrer mit roter Zipfelmütze und rotem Pullover, die zum Namen „Rote Teufel“ für die Kitzbüheler Skischule und deren Skilehrer führte. Zu Kollers Schülern zählten immer wieder prominente Gäste, zum Beispiel im März 1971 der US-amerikanische Astronaut James Arthur Lovell und dessen Gattin.
Koller war von 1968 bis 1972 Obmann des Kitzbüheler Fremdenverkehrsverbandes und ab 1969 Präsident des Österreichischen Berufsskilehrerverbandes. Mehrfach nahm er an internationalen Skikongressen teil. 1976, nachdem er die Leitung der Skischule Kitzbühel abgegeben hatte, gründete er seine eigene Kinderskischule „Kollerland“. Neben Ski-Lehrbüchern brachte er in den 1990er-Jahren die autobiographischen und heimatgeschichtlichen Bücher „Kitzbühel zu meiner Zeit“ (1995) und „Freud und Leid zu meiner Zeit“ (1998) heraus. Koller wurde mit dem Ehrenzeichen des Landes Tirol und dem Ehrenzeichen der Stadt Kitzbühel ausgezeichnet. Im Jahr 2008 wirkte er im Dokumentarfilm Ski Heil – Die zwei Bretter, die die Welt bedeuten neben seinen früheren Rennläuferkollegen Eberhard Kneisl, Gustav Lantschner und Richard Rossmann mit. Zuletzt lebte Koller mit seiner Lebenspartnerin in Jochberg. Einer seiner Enkelkinder ist der Snowboarder Alexander Koller. Er wurde in Kitzbühel bestattet.